# Actinomycine
Actinomycine sind eine Klasse von Peptid-Antibiotika aus Streptomyceten.

## Struktureller Aufbau

Strukturformel von Actinomycin D

Actinomycine sind Chromopeptide. Sie besitzen als gemeinsamen Actinoyl-Chromophor ein 2-Aminophenoxazin-3-on-System, das zweifach methyliert und über zwei Amidbindungen mit Pentapeptidlacton-Ringen verknüpft ist. Als Grundstruktur kann Actinomycin D angesehen werden, von dem sich durch Abwandlung oder Modifikation einzelner Aminosäuren die anderen Strukturen ableiten lassen. Neben den proteinogenen Aminosäuren L-Threonin, L-Valin und L-Prolin sind in Actinomycin D auch die nicht-proteinogenen Aminosäuren Sarkosin und D-Valin enthalten. Bei zwei gleichen Peptidlactonringen spricht man von iso-Actinomycinen, bei unterschiedlichen Ringen von aniso-Actinomycinen. Es sind über 20 verschiedene Actinomycine natürlicher Herkunft bekannt.

## Entdeckung und Nomenklatur
Actinomycin A wurde 1940 von Selman A. Waksman aus Streptomyces antibioticus isoliert und war das erste aus Aktinomyzeten erhaltene Antibiotikum. Die weiteren Untersuchungen zeigten, dass es sich um ein Gemisch aus mehreren Einzelkomponenten handelte. Diese als Komplexe bezeichneten Gemische wurden in unterschiedlicher Zusammensetzung auch in anderen Streptomyzeten gefunden und mit lateinischen Buchstaben gekennzeichnet, die Benennung der Einzelkomponenten eines Komplexes erfolgte durch eine Zahl als Index. Da die gefundenen Gemische oft dieselben Substanzen enthielten, jedoch in unterschiedlichen Verhältnissen, existiert für die meisten Actinomycine eine Reihe synonymer Bezeichnungen.

## Biologische Wirkung
Actinomycine interkalieren reversibel mit doppelsträngiger DNA, der Chromophor schiebt sich dabei selektiv zwischen zwei Guanin/Cytosin – Basenpaare. Infolge der Interkalation werden Replikation und Transkription gestört, da die entsprechenden Enzyme DNA als Matrize verwenden. Die Transkription wird wesentlich stärker und daher schon bei geringeren Konzentrationen inhibiert als die Replikation. Diese Präferenz entsteht durch die unterschiedliche Konformation der DNA im aktiven Zentrum von DNA- und RNA-Polymerase, die im Falle der RNA-Polymerase eine stärkere Bindung von Actinomycin bewirkt.

## Pharmakologische Anwendung
Aufgrund des nicht-selektiven Wirkmechanismus ist die cytostatische und antibakterielle Aktivität mit einer hohen Toxizität verknüpft. Trotzdem kommt Actinomycin D als Chemotherapeutikum bei einigen Krebsarten zur Anwendung, so z. B. in Kombination mit Vincristin zur Behandlung bestimmter Nierentumore oder Weichteilsarkome und Ewing-Sarkome bei Kindern (Wilms-Tumor).

## Verwendung in der Zellbiologie
Das 7-Amino-Derivat (7-AAD) von Actinomycin D wird als Fluoreszenz-Farbstoff für DNA in der Fluoreszenzmikroskopie und Durchflusszytometrie genutzt.